# Bomba atòmica

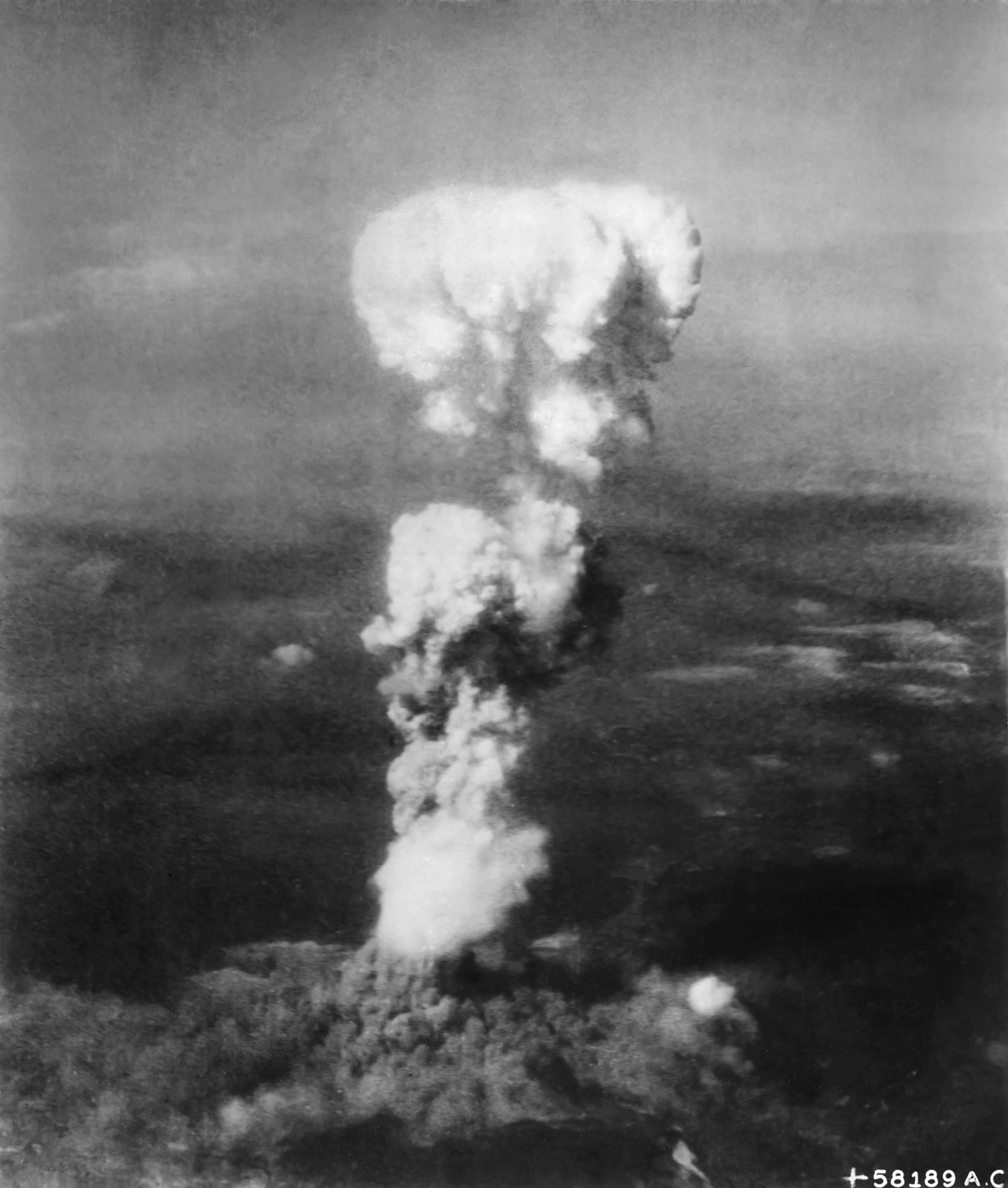
Núvol de bolet de la bomba atòmica d'Hiroshima (Japó), a 18 quilòmetres de l'hipocentre de l'explosió, llançada el (6 d'agost de 1945). A les 8.15 del matí.

Una bomba atòmica o bomba nuclear és un dispositiu que obté una gran quantitat d'energia explosiva per mitjà de reaccions nuclears. El seu funcionament es basa a provocar una reacció nuclear en cadena sostinguda. Es troba entre les denominades armes de destrucció massiva i produeix un distintiu núvol amb forma de bolet quan és detonada a poca altitud sobre la superfície. Les primeres bombes atòmiques van ser desenvolupades pels Estats Units durant la Segona Guerra Mundial, en el context del Projecte Manhattan, i és l'únic país que n'ha fet ús en combat (el 1945, contra les ciutats japoneses d'Hiroshima i Nagasaki).
El seu procediment es basa en la fissió nuclear de nuclis atòmics pesats en elements més lleugers, mitjançant el bombardeig de neutrons que, en impactar en aquest material, provoquen una reacció nuclear en cadena. Perquè això succeeixi, és necessari usar isòtops fissibles, com l'urani-235 o el plutoni 239.

## Classes de bombes

### Bomba d'urani
En aquest cas, a una massa d'urani, anomenada "subcrítica", se li afegeix una quantitat del mateix element químic per a aconseguir una "massa crítica" que comença a fissionar espontàniament. Al mateix temps se li afegeixen altres elements, que potencien la creació de neutrons lliures, accelerant la reacció en cadena, que es fa "sostinguda", provocant la destrucció d'una àrea determinada per l'ona de xoc mecànica, l'ona tèrmica i la radioactivitat.

### Bomba de plutoni
La bomba de plutoni té un disseny més complicat. La massa fissionable s'envolta d'explosius plàstics convencionals, com el RDX, especialment dissenyats per a comprimir el metall, de manera que una bola de plutoni de la grandària d'una pilota de tenis es redueix gairebé a l'instant a la grandària d'una bala, augmentant en gran manera la densitat del material, que entra instantàniament en una reacció en cadena de fissió nuclear descontrolada, provocant l'explosió i la destrucció total dins d'un perímetre limitat, a més que l'entorn circumdant es torni altament radioactiu, deixant seqüeles greus en l'organisme de qualsevol ésser viu.

### Bomba d'hidrogen o termonuclear

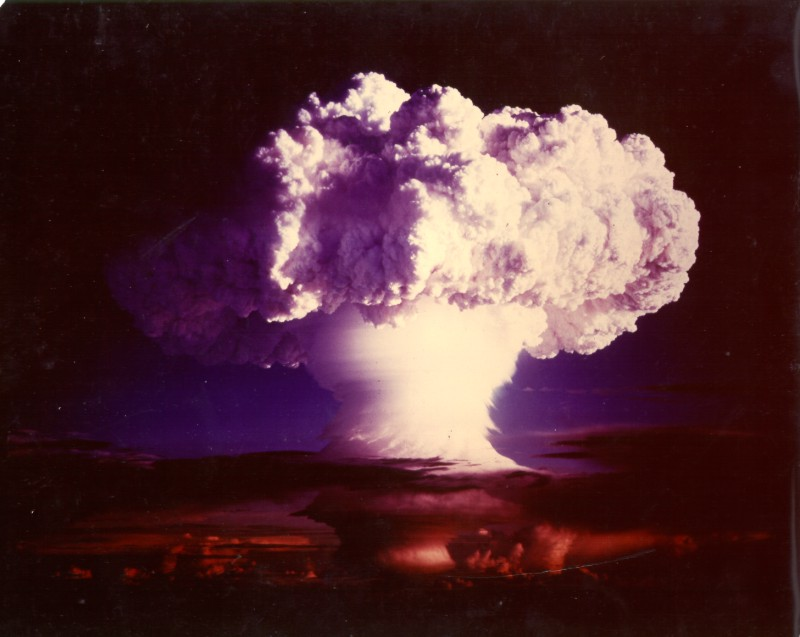
Explosió de la bomba termonuclear Ivy Mike (1 de novembre de 1952). Les bombes termonuclears s'han convertit en les armes més destructives de la història, sent diverses vegades més poderoses que les bombes nuclears d'Hiroshima i Nagasaki.

La bomba d'hidrogen o (bomba H), també coneguda com a bomba tèrmica de fusió o bomba termonuclear es basa en l'obtenció de l'energia despresa en fusionar-se dos nuclis atòmics, en lloc de la fissió d'aquests.
L'energia es desprèn en fusionar-se els nuclis de deuteri (2H) i de triti (3H), dos isòtops de l'hidrogen, per a donar un nucli d'heli. La reacció en cadena es propaga gràcies als neutrons d'alta energia despresos en la reacció.
Per a iniciar aquest tipus de reacció en cadena és necessari una gran aportació d'energia, per la qual cosa totes les bombes de fusió contenen un element anomenat iniciador o primari, que és una bomba atòmica de fissió que produeix la detonació inicial de la bomba principal; als elements que componen la part fusionable de la bomba (deuteri, triti, liti, etc.) se'ls coneix com a secundaris.
La primera bomba d'aquest tipus va ser detonada a Enewetak (atol·ló de les Illes Marshall) l'1 de novembre de 1952, durant la prova Ivy Mike, amb marcats efectes en l'ecosistema de la regió. La temperatura aconseguida en la «zona zero» (lloc de l'explosió) va ser de més de 15 milions de graus, tan calent com el nucli del Sol, per unes fraccions de segon.
Les bombes anomenades termonuclears o bombes d'hidrogen no són bombes de fusió pura, sinó bombes de fissió/fusió/fissió. La detonació de l'artefacte primari de fissió produeix la reacció de fusió, com la descrita, el propòsit de la qual és generar neutrons d'alta velocitat, que, al seu torn, produeixen la fissió del (235U, 239Pu o fins i tot 238U) que forma part del secundari.

### Bombes de neutrons

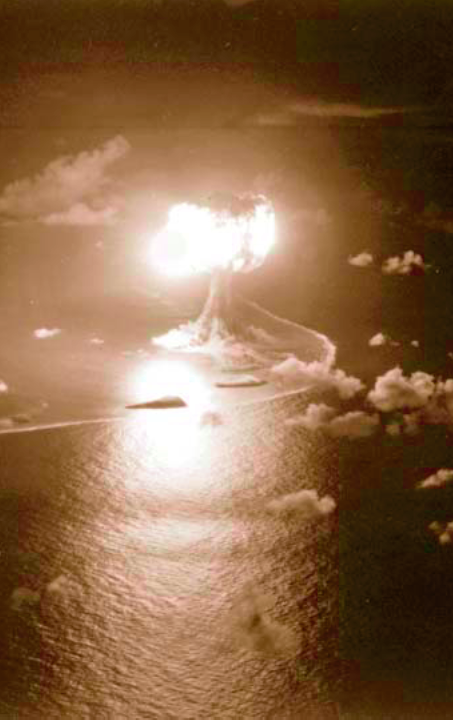
Detonació d'una bomba atòmica el 15 d'abril de 1948 en l'atol·ló de Eniwetok, concretament la prova X-Ray compresa en l'Operació Sandstone.

La bomba de neutrons, també anomenada bomba N, bomba de radiació directa incrementada o bomba de radiació forçada, és una arma nuclear derivada de la bomba H que els Estats Units van començar a desplegar a finals dels anys setanta. En les bombes H, normalment menys del 25 % de l'energia alliberada s'obté per fusió nuclear i l'altre 75 % per fissió. En la bomba de neutrons s'aconsegueix fer baixar el percentatge d'energia obtinguda per fissió a menys del 50 %, i fins i tot s'ha arribat a fer-ho tan baix com un 5 % i la resta és per la fusió nuclear.
En conseqüència, s'obté una bomba, que per a una determinada magnitud d'ona expansiva i pols tèrmic produeix una proporció de radiacions ionitzants (radioactivitat) fins a set vegades major que les d'una bomba H, fonamentalment raigs X i gamma d'alta penetració durant pocs segons. En segon lloc, bona part d'aquesta radioactivitat és de molta menor durada (menys de 48 hores) que la que es pot esperar d'una bomba de fissió convencional.
Les conseqüències pràctiques són que en detonar una bomba N es produeix poca destrucció d'estructures i edificis, però molta afectació i mort dels éssers vius per la radiació, fins i tot encara que aquests es trobin dins de vehicles o instal·lacions blindades o cuirassades. Per això s'ha inclòs a aquestes bombes en la categoria d'armes tàctiques, perquè permeten la continuació d'operacions militars en l'àrea per part d'unitats dotades de protecció (ABQ).

## Historial d'explosions de bombes nuclears
| Nom            | País productor                              | País de detonació                           | Potència  | Data                   | Tipus                   | Característiques                                        | Ubicació                        |
| -------------- | ------------------------------------------- | ------------------------------------------- | --------- | ---------------------- | ----------------------- | ------------------------------------------------------- | ------------------------------- |
| Trinity        | Estats Units                                | Estats Units                                | 19 Kt     | 16 de juliol de 1945   | Torre de 30 metres      | Primera bomba atòmica.                                  | Los Alamos, Nou Mèxic           |
| Little Boy     | Estats Units                                | Japó                                        | 16 Kt     | 6 d'agost de 1945      | Aèria a 548 metres      | Primera bomba atòmica usada a l'atac                    | Hiroshima                       |
| Fat Man        | Estats Units                                | Japó                                        | 25 Kt     | 9 d'agost de 1945      | Aèria a 503 metres      | Segona bomba atòmica usada a l'atac                     | Nagasaki                        |
| RDS-1          | Unió de Repúbliques Socialistes Soviètiques | Unió de Repúbliques Socialistes Soviètiques | 22 Kt     | 29 d'agost de 1949     | Torre a 30 metres       | Primera bomba atòmica soviètica                         | Semei                           |
| Hurricane      | Regne Unit                                  | Austràlia                                   | 25 Kt     | 3 d'octubre de 1952    | Aquàtica a –3 metres    | Primera bomba atòmica britànica                         | Illes Montebello                |
| Ivy Mike       | Estats Units                                | Illes Marshall                              | 10 Mt     | 31 d'octubre de 1952   | Sobre terra             | Primera bomba termonuclear                              | Atol Enewetak                   |
| Ivy King       | Estats Units                                | Illes Marshall                              | 500 Kt    | 14 de novembre de 1952 | Aèria de 173 metres     | Bomba de fissió més potent                              | Atol Enewetak                   |
| RDS-6s         | Unió de Repúbliques Socialistes Soviètiques | Unió de Repúbliques Socialistes Soviètiques | 400 Kt    | 12 d'agost de 1953     | Torre a 30 metres       | Primera bomba atòmica termonuclear soviètica            | Semei                           |
| Castle Bravo   | Estats Units                                | Illes Marshall                              | 15 Mt     | 28 de febrer de 1954   | Sobre terra a 28 metres | Segona bomba més potent dels EUA                        | Atol de Bikini                  |
| Grapple X      | Regne Unit                                  | Kiribati                                    | 1,8 Mt    | 8 de novembre de 1957  | Aèria a 2250 metres     | Primera bomba termonuclear britànica                    | Kiritimati                      |
| Gerboise Bleue | França                                      | Algèria                                     | 65 Kt     | 13 de febrer de 1960   | Globus a 105 metres     | Primera bomba atòmica francesa                          | Reggane                         |
| Bomba Tsar     | Unió de Repúbliques Socialistes Soviètiques | Unió de Repúbliques Socialistes Soviètiques | 50 Mt     | 30 d'octubre de 1961   | Aèria a 4000 metres     | Bomba més potent del món                                | Nova Terra                      |
| 596            | R.P. de la Xina                             | R.P. de la Xina                             | 22 Kt     | 16 d'octubre de 1964   | Sobre terra             | Primera bomba atòmica xinesa                            | Lob Nor                         |
| Núm. 6         | R.P. de la Xina                             | R.P. de la Xina                             | 3,3 Mt    | 17 de juny de 1967     | Aèria a 2960 metres     | Primera bomba termonuclear xinesa                       | Lob Nor                         |
| Canopus        | França                                      | Polinèsia Francesa                          | 2,6 Mt    | 24 d'agost de 1968     | Globus a 520 metres     | Primera bomba termonuclear francesa                     | Fangataufa                      |
| Smiling Buddha | Índia                                       | Índia                                       | 8-20 Kt   | 18 de maig de 1974     | Subterrània             | Primera bomba atòmica índia                             | Pokhran                         |
| Incident Vela  | Israel · Sud-àfrica (possiblement)          | Sud-àfrica                                  | 2-3 Kt    | 22 de setembre de 1979 | Acuática                | Possible primera bomba atòmica israelita i sud-africana | Oceà Índic al sud de Sud-àfrica |
| Chagai-I       | Pakistan                                    | Pakistan                                    | 40 Kt     | 28 de maig de 1998     | Subterrània             | Primera bomba atòmica pakistanesa                       | Chagai                          |
| ?              | Corea del Nord                              | Corea del Nord                              | 0,48-1 Kt | 9 d'octubre de 2006    | Subterrània             | Primera bomba atòmica nord-coreana                      | Kilju                           |
| ?              | Corea del Nord                              | Corea del Nord                              | 50-120 Kt | 3 de setembre de 2017  | Subterrània             | Primera bomba termonuclear nord-coreana                 | Kilju                           |